# Placa de Manus

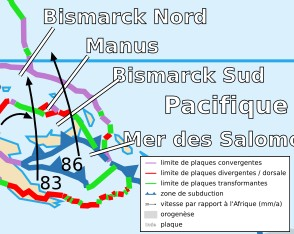
Mapa de la Placa de Manus i les plaques veïnes (en francès)

La placa de Manus és una microplaca tectònica de la litosfera de la Terra. La seva superfície és de 0,0002 estereoradiants. Normalment està associada amb la placa del Pacífic.
Es troba a l'oest de l'oceà Pacífic, i n'ocupa una petita part de la mar de Bismarck al sud-est de l'illa de Manus de la qual agafa el seu nom.
La placa de Manus està en contacte amb les plaques Bismarck Nord i Bismarck Sud.
El desplaçament de la placa de Manus es produeix a una velocitat de 51.30° per milió d'anys en un pol d'Euler situat a 03°04'de latitud sud i 150°46' de longitud est (referència: placa del Pacífic).